# Effectif actuel des Phantoms de Lehigh Valley
| No    | Nom                | Nat. | Position       | Arrivée |
| ----- | ------------------ | ---- | -------------- | ------- |
| +001, | Troy Grosenick     |      | Gardien de but |         |
| +030, | Samuel Ersson      |      | Gardien de but |         |
| +003, | Adam Karashik      |      | Défenseur      |         |
| +006, | Linus Hogberg      |      | Défenseur      |         |
| +012, | Ronnie Attard      |      | Défenseur      |         |
| +029, | Wyatte Wylie       |      | Défenseur      |         |
| +037, | Adam Ginning       |      | Défenseur      |         |
| +044, | Kevin Connauton    |      | Défenseur      |         |
| +045, | Cam York           |      | Défenseur      |         |
| +047, | Louie Belpedio     |      | Défenseur      |         |
| +009, | Cal O'Reilly – C   |      | Centre         |         |
| +013, | Ryan Fitzgerald    |      | Ailier gauche  |         |
| +014, | Zayde Wisdom       |      | Attaquant      |         |
| +015, | Jordy Bellerive    |      | Centre         |         |
| +017, | Garrett Wilson – A |      | Ailier gauche  |         |
| +018, | Jackson Cates      |      | Centre         |         |
| +019, | Isaac Ratcliffe    |      | Ailier gauche  |         |
| +020, | Max Willman – A    |      | Ailier gauche  |         |
| +022, | Evan Barratt       |      | Centre         |         |
| +024, | Adam Brooks        |      | Centre         |         |
| +025, | Cooper Marody      |      | Ailier droit   |         |
| +028, | Olle Lycksell      |      | Ailier droit   |         |
| +042, | Hayden Hodgson     |      | Ailier droit   |         |
| +048, | Alex Kile          |      | Ailier gauche  |         |
| +071, | Tyson Foerster     |      | Ailier droit   |         |
| +091, | Elliot Desnoyers   |      | Attaquant      |         |